# (4954) Eric
(4954) Eric (1990 SQ) – planetoida z grupy Amora okrążająca Słońce w ciągu 2,83 lat w średniej odległości 2 j.a. Odkryta 23 września 1990 roku.